# 米卡埃尔·尼尔松
米卡埃尔·尼尔松（瑞典語：Mikael Nilsson，1968年9月28日—），瑞典男子足球运动员，场上位置是后卫。他曾代表瑞典国家队参加1994年国际足联世界杯，获得季军。他也曾参加1992年欧洲足球锦标赛。